# Chiesa di Santa Maria del Monte dei Poveri

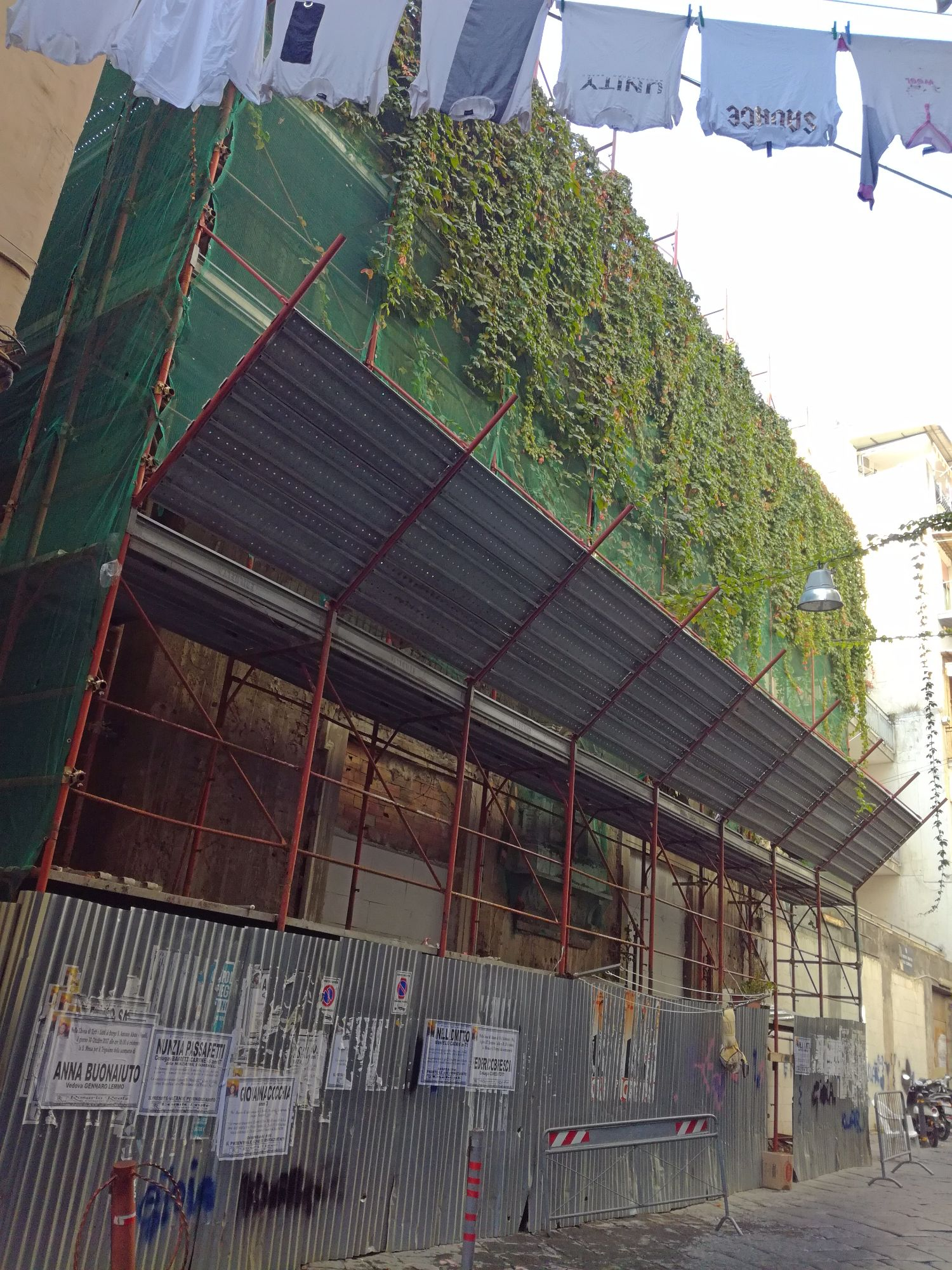
L'esterno ingabbiato con strutture anticrollo (2017)

La chiesa di Santa Maria del Monte dei Poveri è una delle chiese monumentali di Napoli; è situata nel cuore del centro storico, in via Oronzio Costa.

## Storia e descrizione
La chiesa fu inaugurata insieme all'educandato di fanciulle (comunemente chiamato collegio Biancolelle) nel 1843 (il Galante invece sostiene che fu fondata nel 1848) per iniziativa della congregazione del Monte dei Poveri, grazie all'eredità del guarnimentaio Francesco Biancolella (che il Chiarini e il Galante chiamano Ferdinando Biancolelli). Per ottenere la struttura, progettata dall'architetto Capocelli, fu modificato un palazzo preesistente di proprietà di Giacinto De Liguoro, acquistato nel 1840.
L'edificio ha una struttura a due piani e rappresenta una pregevole testimonianza architettonica della Napoli ottocentesca.
La sua decadenza è divenuta più pronunciata subito dopo il terremoto del 1980. Oggi, la chiesa è completamente abbandonata a sé stessa e urge di un restauro conservativo: la sua architettura è completamente in rovina, soprattutto gli stucchi e le altre decorazioni neoclassiche della volta a botte.
Sulla facciata è riscontrabile anche una vecchia edicola sacra, che reca ancora resti del colore azzurro originale. Conteneva un busto marmoreo risalente al XVI secolo, raffigurante la Vergine col Bambino.